# Kappel am Albis
Kappel am Albis is een gemeente en plaats in het Zwitserse kanton Zürich, en maakt deel uit van het district Affoltern.
Kappel am Albis telt 846 inwoners (2007).
Kappel am Albis is bekend als de plaats waar de melksoep van Kappel werd gedronken.